# Santiago de Machaca
Santiago de Machaca ist eine Ortschaft im Departamento La Paz im südamerikanischen Anden-Staat Bolivien.

## Lage im Nahraum
Santiago de Machaca ist Verwaltungssitz der Provinz José Manuel Pando und zentraler Ort des Municipio Santiago de Machaca. Die Ortschaft liegt auf einer Höhe von 3886 m am rechten Ufer des Río Ingenio, der zum Río Desaguadero hin fließt und so mit dem Titicaca-See verbunden ist.

## Geographie
Santiago de Machaca liegt sechzig Kilometer südwestlich des Titicaca-Sees zwischen den Gebirgsketten der Cordillera Oriental und der Cordillera Central im andinen Trockenklima des Altiplano mit einem mittleren Jahresniederschlag von etwa 500 mm (siehe Klimadiagramm Nazacara). Die Region weist ein ausgeprägtes Tageszeitenklima auf, bei dem die mittleren Temperaturen im Tagesverlauf stärker schwanken als im Jahresverlauf.
Die mittlere Durchschnittstemperatur der Region liegt bei 9 °C, die Monatsdurchschnittstemperaturen schwanken nur unwesentlich zwischen 5 °C im Juli und 10 °C im Dezember, die Monatsniederschläge liegen zwischen unter 10 mm von Mai bis August und bei 100 bis 125 mm im Januar und Februar.

## Verkehrsnetz
Santiago de Machaca liegt in einer Entfernung von 151 Straßenkilometer südwestlich von La Paz, der Hauptstadt des gleichnamigen Departamentos.
Von La Paz führt die Nationalstraße Ruta 19 in südwestlicher Richtung 35 Kilometer bis Viacha, von dort die Ruta 43 über San Andrés de Machaca nach Santiago de Machaca und weiter nach Südwesten bis zur peruanischen Grenze.

## Bevölkerung
Die Einwohnerzahl der Ortschaft ist in den vergangenen beiden Jahrzehnten lt. Angaben der Volkszählung 2012 deutlich zurückgegangen:
| Jahr | Einwohner | Quelle       |
| ---- | --------- | ------------ |
| 1992 | 616       | Volkszählung |
| 2001 | 819       | Volkszählung |
| 2012 | 467       | Volkszählung |
| 2024 |           | Volkszählung |

Die Region weist einen hohen Anteil an Aymara-Bevölkerung auf, im Municipio Santiago de Machaca sprechen 89,5 Prozent der Bevölkerung die Aymara-Sprache.